# Clemensia domica
Clemensia domica är en fjärilsart som beskrevs av Druce. Clemensia domica ingår i släktet Clemensia och familjen björnspinnare. Inga underarter finns listade i Catalogue of Life.